# Ma-seu-teo
Ma-seu-teo – południowokoreański dramat filmowy w reżyserii Cho Ui-seoka, którego premiera odbyła się w 2016 roku.

## Obsada
Źródło: AllMovie

- Lee Byung-hun – prezydent Jin
- Gang Dong-won – Kim Jae Myung
- Oh Dal-su – Hwang Myung-joon

## Wydanie
Film został wyświetlony podczas wydarzenia American Film Market w 2016 roku. Przed wydaniem prawa do dystrybucji filmu zostały sprzedane do 31 państw.

## Odbiór
Film w dzień premiery został wyświetlony w 1448 kinach w Korei Południowej, miał wówczas 393 247 widzów i 66,3% udziałów w dochodach. W 2016 roku film zarobił 34 miliony dolarów amerykańskich, stając się tym jedenastym najlepiej dochodowym filmem w Korei Południowej w 2016 roku. Według danych z lutego 2017 roku film zarobił 49,81 miliona dolarów amerykańskich oraz sprzedano 7,14 miliona biletów.